# 叙州城墙
叙州城墙，位于中国四川省宜宾市。叙州城墙现存部分墙段。1982年，叙州城城墙旧址列入宜宾市文物保护单位。

## 历史
汉高后六年（公元前182年），宜宾始筑城，称作“僰道城”。
明洪武六年（1373年），设叙州府，以砖石筑城，即叙州城。

## 形制
原叙州城墙，设六门，分别为南阳门、合江门、七星门、大南门、文星门、武安门。
叙州城墙现存墙段包括：外南街城墙巷85.5米，天全街至合江门135米，顺城街近400米。